# Журналистика в Теннесси
«Журнали́стика в Теннесси́» (англ. Journalism in Tennessee) — юмористический рассказ Марка Твена, написанный в 1869 году и представляющий собой хрестоматийный образец гротеска в литературе. Впервые был опубликован 4 сентября 1869 года в газете Buffalo Express, позднее в 1875 году вошёл в сборник рассказов Sketches New and Old («Старые и новые очерки»). 
В основу произведения легли личные впечатления автора, который в 1860-х годах работал репортёром в газетах Вирджинии-Сити, Сан-Франциско, Нью-Йорка.

## Сюжет
Герой рассказа приезжает в Теннесси, устраивается на работу в газету «Утренняя Заря» и идёт знакомиться с ответственным редактором. Тот даёт коллеге первое задание: нужно полистать местные издания и подготовить обзор прессы.
Новичок, изучив публикации конкурентов, пишет свой дебютный опус, однако редактора его анализ не устраивает. Желая дать урок начинающему журналисту, руководитель издания лично берётся за перо. Внеся в рукопись множество исправлений, он создаёт материал, из которого следует, что в «Еженедельном Землетрясении» трудятся отъявленные лжецы, «Утренний Вой» — это прибежище негодяев, а газету «Ежедневное Ура» возглавляет мерзавец.
Редактор поясняет, что статья должна быть «с перцем», однако завершить мастер-класс не успевает: окно кабинета разбивается брошенным с улицы кирпичом, затем в помещении появляется полковник Текумс, начинаются стрельба и пальба.
Этот день вмещает много событий: в редакцию то и дело наведываются разъярённые политики, сотрудники других изданий и прочие «жучки и головорезы». Пальба, взрывы и драки идут почти беспрерывно; редактор реагирует на происходящее как на обыденность и уверяет новичка, что тот, освоившись, приноровится к здешним нравам. Однако герой признаётся, что ему сложно привыкнуть к теннессийскому темпераменту и чрезмерной живости местной журналистики. Его первый рабочий день в «Утренней Заре» оказывается последним.

## Художественные особенности

### Быль и небылица

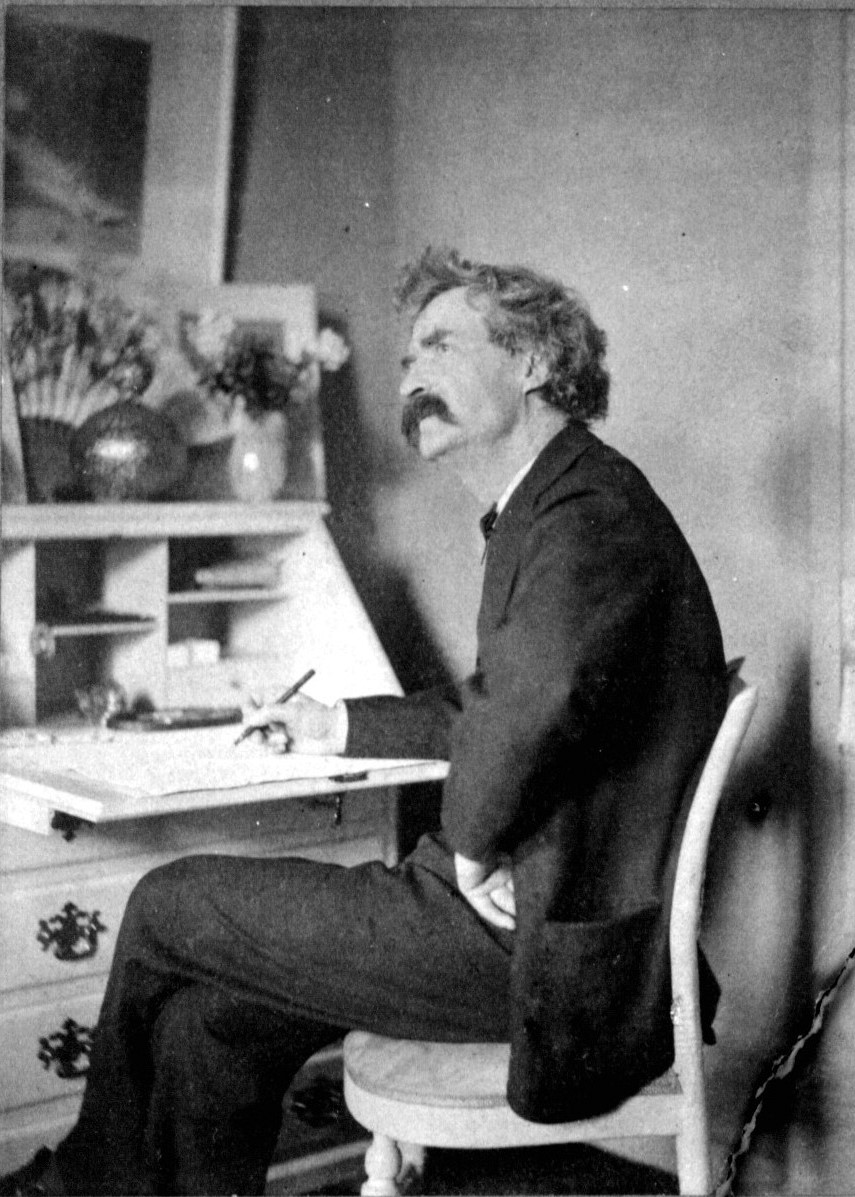
Марк Твен за письменным столом

Марк Твен знал много драматичных историй, связанных с профессиональной деятельностью журналистов в 1860-х годах. Так, в Неваде разгневанный герой одной из разоблачительных статей вызвал к себе автора, выпорол его плетью и потребовал, чтобы тот принародно дал опровержение. Газета «Утренняя звезда» (город Виксберг) в течение нескольких лет находилась в эпицентре скандалов: её издателя застрелили на улице, затем один за другим погибли четыре редактора; пятый, спасаясь от негодующей толпы, бросился в реку и утонул. Сам Марк Твен пришёл в свою первую газету «Энтерпрайз» с «неизбежным флотским револьвером на боку»: в ту пору не только деятельность редакции, но и вся жизнь столицы Невады «напоминала положение солдат в окопах».

Вот и получается, что небылицы у Твена почти что быль. <…> Но чтобы это была литература, а не просто выдумки и потешки, он вводит в причудливый этот мир вещи и явления, которые читатель сразу же узнаёт. Вымысел соседствует с достоверностью, условное — с безусловным.

### Гротеск

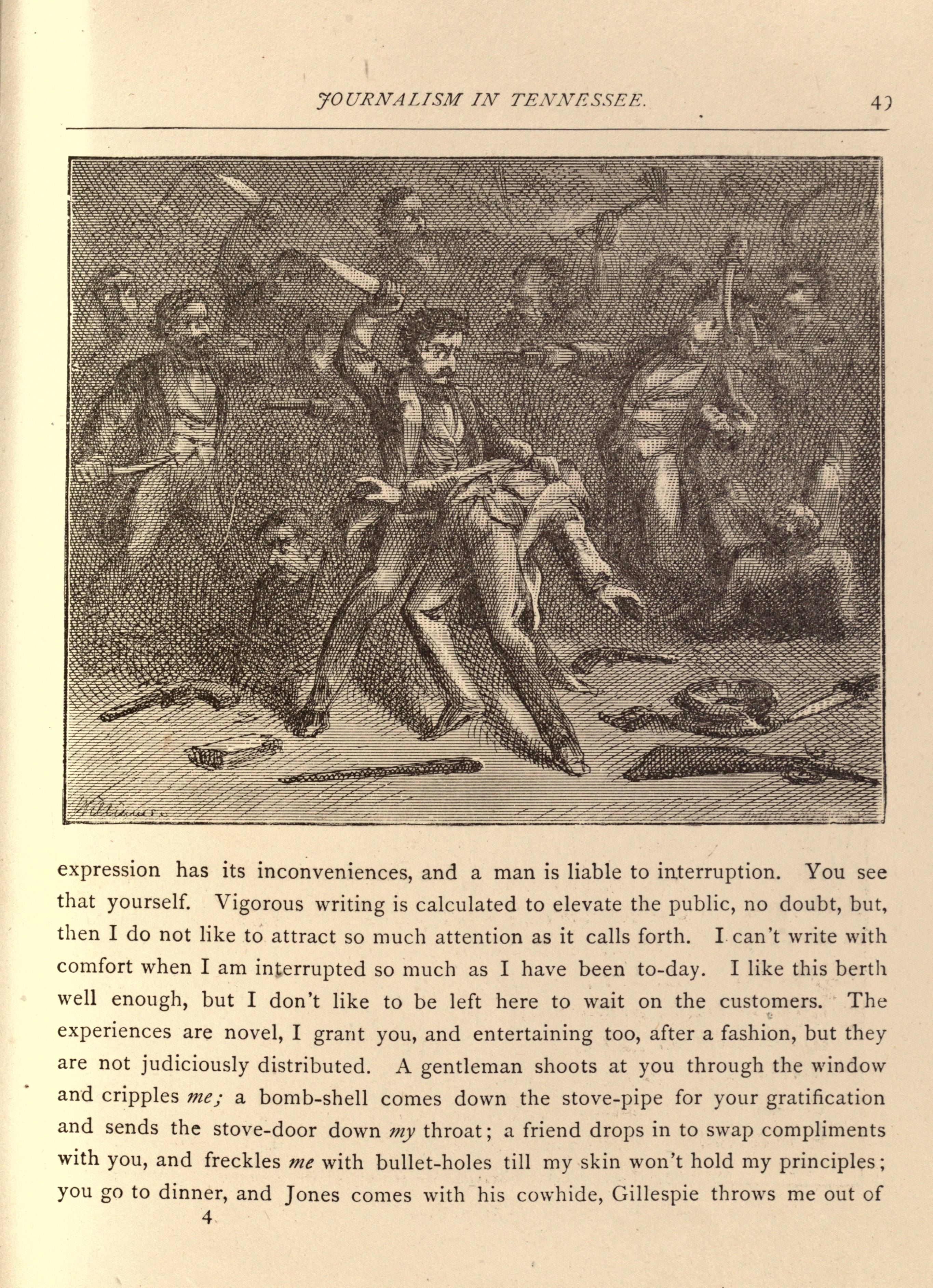
Страница рассказа. 1875

По словам литературоведа Греты Ионкис, «жёсткость и необузданность», присутствующие в ранних произведениях Марка Твена, напрямую связаны с неукротимостью и суровостью жизни в приисковых городах. В рассказе «Журналистика в Теннесси» джентльменские амбиции персонажей переплетаются с их же флибустьерскими замашками; такое соседство вкупе с намеренным преувеличением создаёт контраст, рождающий «комический эффект».
Как утверждает исследователь творчества Марка Твена Абель Старцев, гротеск у писателя сродни абсурду; этот «заокеанский юмор не мог не озадачить европейских читателей, воспитанных на Диккенсе или Гоголе», но был понятен жителям фронтира, которые смеялись над появившимся в редакции грозным полковником, пулями, настигающими ошеломлённого стажёра, непрерывной стрельбой и драками. Приёмы, используемые автором «Журналистики в Теннесси», близки его первым читателям: комизм раннего Твена построен на «чувстве абсолютной свободы»; этот юмор не знает табу, он лишён условностей.

Твен ввёл нравы «дикого Запада» в литературу, нарушив традицию благопристойности. Ввёл не так, как это сделал позже Драйзер, сохранявший жизненную достоверность. Твен доходит до предела неправдоподобия, но при этом гротеск, карикатура и фактологическая точность у него срастаются.